# Nowowasyliwka (obwód doniecki)
Nowowasyliwka (ukr. Нововасилівка) – wieś na Ukrainie, w obwodzie donieckim, w rejonie pokrowskim, w hromadzie Pokrowsk. W 2001 liczyła 357 mieszkańców.